# Список дипломатических миссий США
Список дипломатических миссий США 

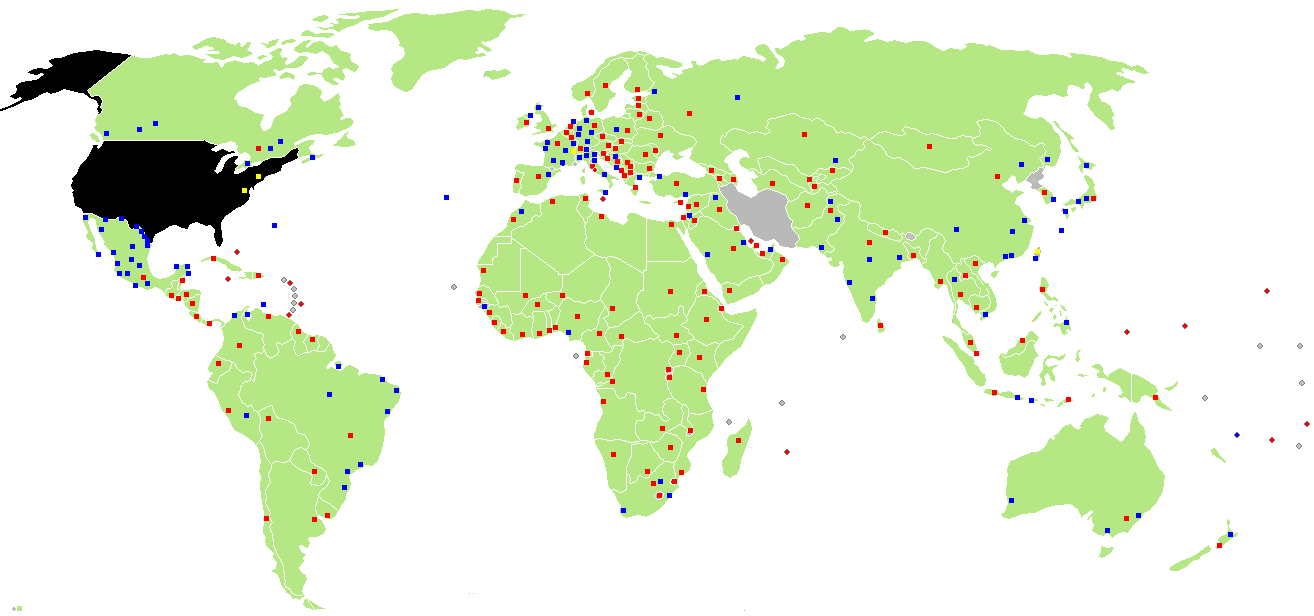

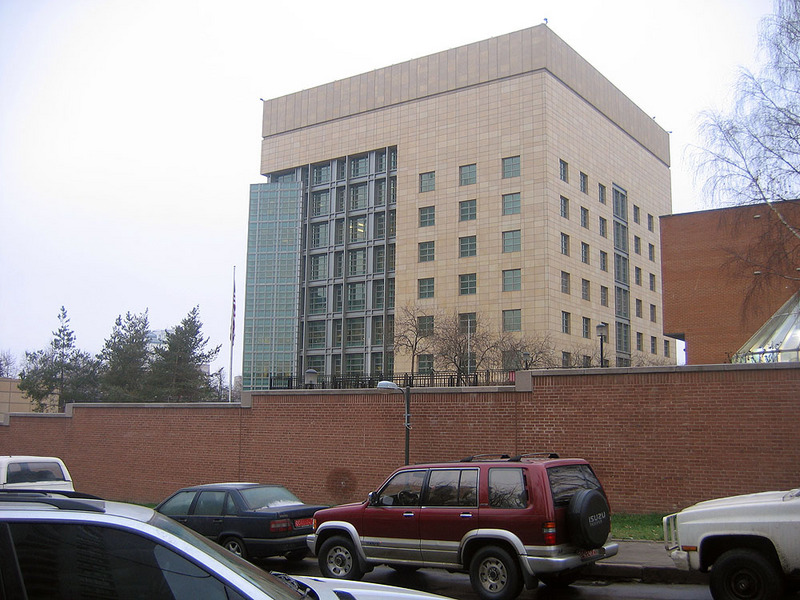
Посольство США в Москве

Первым государством, официально признавшим независимость 13 североамериканских колоний (США) в декабре 1777 года, было Марокко. 
Первой американской зарубежной миссией, открытой в 1779 году Бенджамином Франклином, было посольство в Париже; вторым стало открытое в Голландии 19 апреля 1782 года Джоном Адамсом, ставшим первым послом США в Нидерландах. 
Первым дипломатическим представительством США в Великобритании было образованное в 1790 году консульство в Ливерпуле, бывшем в конце XVIII века крупнейшим морским портом Англии.
В первой половине XIX века американцы проводят активную торговую и дипломатическую экспансию в странах Азии и Латинской Америки, создают в Западной Африке для свободных американских негров республику Либерия. После раскола в начале 1860-х годов единого американского государства на федеративные Североамериканские Соединённые Штаты и Конфедерацию южных штатов, Конфедерация создаёт свои дипломатические представительства за границей — посольства в Великобритании, России, Испании, Мексике, Франции, Бельгии, а также консульства в Ирландии, Канаде, на Кубе, в Италии и др.
В настоящее время США располагают самой крупной сетью зарубежных дипломатических представительств в мире.

## Африка
- Алжир, Алжир (посольство)
- Ангола, Луанда (посольство)
- Бенин, Котону (посольство)
- Ботсвана, Габороне (посольство)
- Буркина-Фасо, Уагадугу (Посольство)
- Бурунди, Бужумбура (Посольство)
- Камерун, Яунде (посольство)
- Кабо-Верде, Прая (посольство)
- ЦАР, Банги (посольство)
- Чад, Нджамена (посольство)
- Республика Конго, Браззавиль (посольство)
- Кот-д’Ивуар, Абиджан (посольство)
- ДР Конго, Киншаса (посольство)
- Джибути, Джибути (посольство)
- Египет, Каир (посольство)
- Экваториальная Гвинея, Малабо (посольство)
- Эритрея, Асмара (посольство)
- Эфиопия, Аддис-Абеба (посольство)
- Габон, Либревиль (посольство)
- Гамбия, Банжул (посольство)
- Гана, Аккра (Посольство)
- Гвинея, Конакри (Посольство)
- Гвинея-Бисау, Бисау (отделение Посольства США в Дакаре, Сенегал)
- Кения, Найроби (Посольство)
- Лесото, Масеру (Посольство)
- Либерия, Монровия (Посольство)
- Ливия, Триполи (Посольство)
- Мадагаскар, Антананариву (Посольство)
- Малави, Лилонгве (Посольство)
- Мали, Бамако (Посольство)
- Мавритания, Нуакшот (Посольство)
- Маврикий, Порт-Луи (Посольство)
- Марокко, Рабат (Посольство)
  - Касабланка (Генеральное консульство)
- Мозамбик, Мапуту (Посольство)
- Намибия, Виндхук (Посольство)
- Нигер, Ниамей (Посольство)
- Нигерия, Абуджа (Посольство)
  - Лагос (Генеральное консульство)
- Руанда, Кигали (Посольство)
- Сенегал, Дакар (Посольство)
- Сейшельские Острова, Виктория (Посольство)
- Сьерра-Леоне, Фритаун (Посольство)
- Сомали, Могадишо (Посольство)
- ЮАР, Претория (Посольство)
  - Кейптаун (Генеральное консульство)
  - Дурбан (Генеральное консульство)
  - Йоханнесбург (Генеральное консульство)
- Южный Судан, Джуба (Посольство)
- Судан, Хартум (Посольство)
- Эсватини, Мбабане (Посольство)
- Танзания, Дар-эс-Салам (Посольство)
- Того, Ломе (Посольство)
- Тунис, Тунис (Посольство)
- Уганда, Кампала (Посольство)
- Замбия, Лусака (Посольство)
- Зимбабве, Хараре (Посольство)

## Северная Америка
- Антигуа и Барбуда, Сент-Джонс (Консульство)
- Великобритания, Бермудские острова, Гамильтон (Генеральное консульство)
- Барбадос, Бриджтаун (Посольство)
- Багамские Острова, Нассау (Посольство)
- Белиз, Бельмопан (Посольство)
- Канада, Оттава (Посольство)
  - Калгари (Генеральное консульство)
  - Галифакс (Генеральное консульство)
  - Монреаль (Генеральное консульство)
  - Квебек (Генеральное консульство)
  - Торонто (Генеральное консульство)
  - Ванкувер (Генеральное консульство)
  - Виннипег (Консульство)
- Коста-Рика, Сан-Хосе (Посольство)
- Куба, Гавана (Посольство)
- Доминиканская Республика, Санто-Доминго (Посольство)
- Сальвадор, Сан-Сальвадор (Посольство)
- Гренада, Сент-Джорджес (Посольство)
- Гватемала, Гватемала (Посольство)
- Гаити, Порт-о-Пренс (Посольство)
- Гондурас, Тегусигальпа (Посольство)
- Ямайка, Кингстон (Посольство)
  - Монтего-Бей (Генеральное консульство)
- Мексика, Мехико (Посольство)
  - Сьюдад-Хуарес (Генеральное консульство)
  - Гвадалахара (Генеральное консульство)
  - Эрмосильо (Генеральное консульство)
  - Матаморос (Генеральное консульство)
  - Монтеррей (Генеральное консульство)
  - Тихуана (Генеральное консульство)
  - Мерида (Консульство)
  - Ногалес (Консульство)
  - Нуэво-Ларедо (Консульство)
  - Акапулько (Консульство)
  - Кабо-Сан-Лукас (Консульство)
  - Канкун (Консульство)
  - Сьюдад-Акунья (Консульство)
  - Косумель (Консульство)
  - Истапа (Консульство)
  - Масатлан (Консульство)
  - Оахака-де-Хуарес (Консульство)
  - Пьедрас-Неграс (Консульство)
  - Пуэрто-Вальярта (Консульство)
  - Рейноса (Консульство)
  - Сан-Луис-Потоси (Консульство)
  - Сан-Мигель-де-Альенде (Консульство)
- Никарагуа, Манагуа (Посольство)
- Нидерланды, Нидерландские Антилы, Виллемстад, (Генеральное консульство)
- Панама, Панама (Посольство)
- Тринидад и Тобаго, Порт-оф-Спейн (Посольство)

## Южная Америка
- Аргентина, Буэнос-Айрес (Посольство)
- Боливия, Ла-Пас (Посольство)
- Бразилия, Бразилиа (Посольство)
  - Рио-де-Жанейро (Генеральное консульство)
  - Сан-Паулу (Генеральное консульство)
  - Ресифи (Консульство)
  - Белен (Консульство)
  - Форталеза (Консульство)
  - Манаус (Консульство)
  - Порту-Алегри (Консульство)
  - Салвадор (Консульство)
- Чили, Сантьяго (Посольство)
- Колумбия, Богота (Посольство)
  - Картахена (консульство)
- Эквадор, Кито (Посольство)
  - Гуаякиль (Генеральное консульство)
- Гайана, Джорджтаун (Посольство)
- Парагвай, Асунсьон (Посольство)
- Перу, Лима (Посольство)
  - Куско (Консульство)
- Суринам, Парамарибо (Посольство)
- Уругвай, Монтевидео (Посольство)
- Венесуэла, Каракас (Посольство)
  - Маракайбо (Консульство)

## Ближний Восток
- Бахрейн, Манама (Посольство)
- Ирак, Багдад (Посольство)
  - Басра (Генеральное консульство)
  - Киркук (консульство)
  - Мосул (консульство)
- Израиль, Иерусалим (Посольство)
  - Тель-Авив (Офис)
- Иордания, Амман (Посольство)
- Кувейт, Эль-Кувейт (Посольство)
- Ливан, Бейрут (Посольство)
- Оман, Маскат (Посольство)
- Государство Палестина, Иерусалим (Генеральное консульство)
- Катар, Доха (Посольство)
- Саудовская Аравия, Эр-Рияд (Посольство)
  - Дахран (Генеральное консульство)
  - Джидда (Генеральное консульство)
- Сирия, Дамаск (Посольство)
- Турция, Анкара (Посольство)
  - Стамбул (Генеральное консульство)
  - Адана (Консульство)
- ОАЭ, Абу-Даби (Посольство)
  - Дубай (Генеральное консульство)
- Йемен, Сана (Посольство)

## Европа
- Албания, Тирана (Посольство)
- Армения, Ереван (Посольство)
- Австрия, Вена (Посольство)
- Азербайджан, Баку (Посольство)
- Бельгия, Брюссель (Посольство)
- Босния и Герцеговина, Сараево (Посольство)
  - Баня-Лука (консульство)
  - Мостар (консульство)
- Болгария, София (Посольство)
- Великобритания, Лондон (Посольство)
  - Эдинбург (Генеральное консульство)
  - Белфаст (Генеральное консульство)
- Чехия, Прага (Посольство)
- Дания, Копенгаген (Посольство)
- Эстония, Таллин (Посольство)
- Финляндия, Хельсинки (Посольство)
- Франция, Париж (Посольство)
  - Страсбург (Генеральное консульство)
  - Марсель (Генеральное консульство)
  - Ренн (консульство)
  - Бордо (консульство)
  - Лион (консульство)
  - Тулуза (консульство)
- Грузия, Тбилиси (Посольство)
- Германия, Берлин (Посольство)
  - Франкфурт-на-Майне (Генеральное консульство)
  - Лейпциг (Генеральное консульство)
  - Дюссельдорф (Генеральное консульство)
  - Гамбург (Генеральное консульство)
  - Мюнхен (Генеральное консульство)
- Греция, Афины (Посольство)
  - Салоники (Генеральное консульство)
- Ватикан (Посольство)
- Венгрия, Будапешт (Посольство)
- Исландия, Рейкьявик (Посольство)
- Ирландия, Дублин (Посольство)
- Италия, Рим (Посольство)
  - Милан (Генеральное консульство)
  - Флоренция (Генеральное консульство)
  - Неаполь (Консульство)
  - Палермо (Консульство)
  - Генуя (Консульство)
  - Венеция (Консульство)
- Косово, Приштина (Посольство)
- Латвия, Рига (Посольство)
- Литва, Вильнюс (Посольство)
- Люксембург, Люксембург (Посольство)
- Мальта, Валлетта (Посольство)
- Молдова, Кишинёв (Посольство)
- Черногория, Подгорица (Посольство)
- Нидерланды, Гаага (Посольство)
  - Амстердам (Генеральное консульство)
- Кипр, Никосия (Посольство)
- Норвегия, Осло (Посольство)
- Польша, Варшава (Посольство)
  - Краков (Генеральное консульство)
- Португалия, Лиссабон (Посольство)
  - Понта-Делгада (Консульство)
- Румыния, Бухарест (Посольство)
- Россия, Москва (Посольство)
  - Екатеринбург (Генеральное консульство)
  - Владивосток (Генеральное консульство)
- Северная Македония, Скопье (Посольство)
- Сербия, Белград (Посольство)
- Словакия, Братислава (Посольство)
- Словения, Любляна (Посольство)
- Испания, Мадрид (Посольство)
  - Барселона (Генеральное консульство)
- Швеция, Стокгольм (Посольство)
- Швейцария, Берн (Посольство)
  - Цюрих (Консульство)
  - Женева (Консульство)
- Украина, Киев (Посольство)
- Хорватия, Загреб (Посольство)

## Азия
- Афганистан, Кабул (Посольство)
- Бангладеш, Дакка (Посольство)
- Бруней, Бандар-Сери-Бегаван (Посольство)
- Камбоджа, Пном-Пень (Посольство)
- Китай, Пекин (Посольство)
  - Гуанчжоу (Генеральное консульство)
  - Гонконг (Генеральное консульство)
  - Шанхай (Генеральное консульство)
  - Шэньян (Генеральное консульство)
  - Ухань (Генеральное консульство)
- Индия, Нью-Дели (Посольство)
  - Ченнай (Генеральное консульство)
  - Хайдарабад (Генеральное консульство)
  - Колката (Генеральное консульство)
  - Мумбай (Генеральное консульство)
- Индонезия, Джакарта (Посольство)
  - Денпасар (Консульство)
  - Сурабая (Генеральное консульство)
- Япония, Токио (Посольство)
  - Нагоя (Консульство)
  - Саппоро (Генеральное консульство)
  - Фукуока (Консульство)
  - Осака (Генеральное консульство)
  - Наха (Генеральное консульство)
- Казахстан, Астана (Посольство)
  - Алма-Ата (Генеральное консульство)
- Кыргызстан, Бишкек (Посольство)
- Лаос, Вьентьян (Посольство)
- Малайзия, Куала-Лумпур (Посольство)
- Монголия, Улан-Батор (Посольство)
- Мьянма, Янгон (Посольство)
- Непал, Катманду (Посольство)
- Пакистан, Исламабад (Посольство)
  - Карачи (Генеральное консульство)
  - Лахор (Консульство)
  - Пешавар (Консульство)
- Филиппины, Манила (Посольство)
  - Себу (Консульство)
  - Давао (консульство)
- Сингапур, (Посольство)
- Республика Корея, Сеул (Посольство)
  - Пусан (Представительство)
- Шри-Ланка, Коломбо (Посольство)
- Китайская Республика (Тайвань), Тайбэй (Американский институт на Тайване)
  - Гаосюн (офис Американского института на Тайване)
  - Тайчжун (офис Американского института на Тайване)
- Таджикистан, Душанбе (Посольство)
- Таиланд, Бангкок (Посольство)
  - Чиангмай (Генеральное консульство)
- Восточный Тимор, Дили (Посольство)
- Туркменистан, Ашхабад (Посольство)
- Узбекистан, Ташкент (Посольство)
- Вьетнам, Ханой (Посольство)
  - Хошимин (Генеральное консульство)

## Океания
- Австралия, Канберра (Посольство)
  - Мельбурн (Генеральное консульство)
  - Перт (Генеральное консульство)
  - Сидней (Генеральное консульство)
- Фиджи, Сува (Посольство)
- Маршалловы Острова, Маджуро (Посольство)
- , Федеративные Штаты Микронезии, Колониа (Посольство)
- Новая Зеландия, Веллингтон (Посольство)
  - Окленд (Генеральное консульство)
- Палау, Корор (Посольство)[уточнить]
- Папуа — Новая Гвинея, Порт-Морсби (Посольство)
- Самоа, Апиа (Посольство)
- , Соломоновы острова, Хониара (Консульство)
- Тонга, Нукуалофа (Посольство)

## Международные организации
- Брюссель (представительство при ЕС и НАТО)
- Женева (представительство при учреждениях ООН)
- Джакарта (представительство при АСЕАН)
- Монреаль (представительство при Международной организации гражданской авиации)
- Нью-Йорк (представительство при ООН)
- Париж (представительство при ЮНЕСКО)
- Рим (представительство при ФАО)
- Вена (представительство при учреждениях ООН)
- Вашингтон (представительство при ОАГ)